# Vopisco Julio Julo
Vopisco Julio Julo  fue un cónsul en el año 473 a. C., con Lucio Emilio Mamerco. Julo era el nombre de una antigua familia de la gens Julia, que obtuvo las mayores dignidades en los primeros tiempos de la República romana.

## Carrera pública
Vopisco Julio fue hermano del cónsul y decenviro Cayo Julio Julo. Tito Livio menciona a Ópiter Verginio Tricosto como el colega de Lucio Emilio Mamerco, pero señala que había encontrado en algunos anales el nombre de Vopisco Julio en lugar de Verginio.
Hubo grandes enfrentamientos civiles en Roma en este año. En primer lugar, el asesinato del tribuno Genucio, y la consiguiente conmoción por este hecho. Luego los cónsules presionaron para el reclutamiento de las tropas con más severidad de la habitual, entre otros actos de opresión.
Los cónsules trataron de obligar a un tal Volero Publilio para servir como soldado común, a pesar de que anteriormente había tenido el rango de centurión, lo que causó la indignación del pueblo que se levantó contra los cónsules y los obligó a salir huyendo del foro.